# Észak-Macedónia zászlaja
Észak-Macedónia zászlaját a szkopjei parlament 1995. október 5-én fogadta el az ország hivatalos lobogójának. A ma használatos nemzeti lobogó a sárga napot ábrázolja, amely a hajnali égbolton kel fel. A felkelő nap nyolc sárga sugara piros háttér előtt jelenik meg. Ez a motívum jelenik meg a nemzeti himnuszban is, a Ma Macedóniában kezdetű műben. Itt a felkelő napot a szabadság új napjaként említik meg.
Az ország nemzeti jelképeinek elfogadása többször is akadályokba ütközött. Amikor Macedónia 1992-ben kivívta függetlenségét Jugoszláviától, önálló jelképeit a terület ősi hagyományai szerint akarta megalkotni. Így alakult ki a verginai csillagot ábrázoló első zászló. Ezt a jelképet régészek tárták fel a Görögország északi részén fekvő Verginában, és a történelmi Makedónia egyik jellemző jelképeként vették számba. Így kerülhetett fel ez a motívum a modern Macedón Köztársaság lobogójára is. De az ország nemzetközi kapcsolatban ez komoly gondot okozott: mivel a görög kormányt már az ország elnevezése is mélyen felháborította, a lobogó használata pedig az utolsó cseppnek bizonyult a pohárban. Görögország követelte a történelmi jelkép lecserélését, hiszen a mai, szlávok lakta országnak semmi köze nincs Nagy Sándor Makedóniájához. Engedve a nemzetközi nyomásnak, 1995-ben a macedón parlament a ma is használatos lobogót adoptálta hivatalos zászlajának.

## Történelmi zászlók

Macedónia zászlaja 1944-1946 között
Macedónia zászlaja 1946-1992 között
Macedónia zászlaja 1992-1995 között

## Tervezett zászlók
1995-ben, a Macedónia és Görögország közötti feszült viszony enyhítése érdekében pályázatot hirdettek egy új nemzeti lobogó megtervezésére. A feltételek szerint a "verginai csillagot" kellett mellőzni a zászlóról, viszont a tervezők azt alapjául vehették saját terveiknek. A tervezők, utalva az antik hagyományokra, csak vörös-sárga lobogókat terveztek, mindegyikben nap- illetve csillag-szimbólummal.

## Külső hivatkozások
- Észak-Macedónia zászlaja a Világ zászlói (Flags of the World) weboldalon